# Sarah Moras
Sarah Moras (Sechelt, Columbia Británica; 30 de abril de 1988) es una artista marcial mixta canadiense que compite en la división femenina de peso gallo de Ultimate Fighting Championship (UFC).

## Carrera de artes marciales mixtas

### Carrera temprana
Moras hizo su debut profesional en las artes marciales mixtas en mayo de 2010. Antes de aparecer en The Ultimate Fighter, acumuló un récord de tres victorias y una derrota en los dos primeros años de su carrera.

### The Ultimate Fighter
En agosto de 2015, se anunció que Moras fue seleccionada como participante en The Ultimate Fighter: Team Rousey vs. Team Tate, la primera versión mixta del programa. En el combate de eliminación, Moras derrotó a Tara LaRosa después de 2 asaltos por decisión para entrar en la casa TUF. A continuación, derrotó a Peggy Morgan por sumisión en la primera ronda para llegar a las semifinales. Sarah recibió una bonificación de 25 000 dólares por la sumisión de la temporada de TUF 18. En las semifinales, Moras perdió ante la eventual ganadora Julianna Peña por sumisión en la segunda ronda.

### Ultimate Fighting Championship
Moras hizo su debut oficial en la Ultimate Fighting Championship (UFC) contra Alexis Dufresne el 6 de julio de 2014, en The Ultimate Fighter 19 Finale. Ganó la pelea por decisión unánime.
Después de un año alejada del deporte, Moras regresó para enfrentarse a Jéssica Andrade en UFC Fight Night 71. Perdió la pelea por decisión unánime después de casi someter a Andrade a un Hail Mary rear naked choke en el último minuto de la última ronda.
Moras se enfrentó a Ashlee Evans-Smith el 9 de septiembre de 2017, en UFC 215. Ganó la pelea por sumisión armbar, dislocando el codo de Evans-Smith en la primera ronda.
Moras se enfrentó a la checa Lucie Pudilová el 18 de febrero de 2018, en UFC Fight Night: Cowboy vs. Medeiros. Perdió la pelea por decisión unánime.
Moras se enfrentó a Talita Bernardo el 27 de octubre de 2018, en UFC Fight Night 138. Perdió la pelea por decisión unánime.
Moras estaba programada para enfrentar a Leah Letson el 4 de mayo de 2019, en UFC Fight Night 151. Sin embargo, Letson fue retirada de la pelea a principios de abril por un problema médico no especificado y reemplazada por Macy Chiasson. Moras perdió la pelea por TKO en la segunda ronda.
Moras se enfrentó a Liana Jojua el 7 de septiembre de 2019, en UFC 242. En el pesaje, Moras pesó 138 libras, 2 libras por encima del límite de peso ligero para peleas sin título de 136 libras. Ella fue multada con el 20% de su bolsa de pelea a Jojua, y la pelea procedió en el peso de captura. Ella ganó la pelea vía TKO en la tercera ronda.
Moras estaba programada para enfrentarse a Sijara Eubanks el 18 de abril de 2020, en UFC 249. Sin embargo, el 9 de abril, Dana White, el presidente de UFC anunció que este evento fue pospuesto y reprogramado para el 13 de mayo de 2020, en UFC Fight Night: Smith vs. Teixeira. Perdió la pelea por decisión unánime.
Moras estaba programada para enfrentarse a Vanessa Melo el 7 de noviembre de 2020, en UFC on ABC: Holloway vs. Kattar.[30] Sin embargo, Moras dio positivo por coronavirus y el combate fue pospuesto para tener lugar en UFC on ABC: Holloway vs. Kattar el 16 de enero de 2021. Perdió la pelea por decisión unánime.
El 4 de febrero de 2021, Moras fue liberado de la UFC.

### Récord en artes marciales mixtas
| Resultado | Récord | Oponente           | Método                    | Evento                                                | Fecha                    | Ronda | Tiempo | Localización   |
| --------- | ------ | ------------------ | ------------------------- | ----------------------------------------------------- | ------------------------ | ----- | ------ | -------------- |
| Derrota   | 6–7    | Vanessa Melo       | Decisión (unánime)        | UFC on ABC: Holloway vs. Kattar                       | 16 de enero de 2021      | 3     | 5:00   | Abu Dabi       |
| Derrota   | 6–6    | Sijara Eubanks     | Decisión (unánime)        | UFC Fight Night: Smith vs. Teixeira                   | 13 de mayo de 2020       | 3     | 5:00   | Jacksonville   |
| Victoria  | 6–5    | Liana Jojua        | TKO (puñetazos y codazos) | UFC 242                                               | 7 de septiembre de 2019  | 3     | 2:26   | Abu Dabi       |
| Derrota   | 5–5    | Macy Chiasson      | TKO (puñetazos)           | UFC Fight Night: Iaquinta vs. Cowboy                  | 4 de mayo de 2019        | 2     | 2:22   | Ottawa         |
| Derrota   | 5–4    | Talita Bernardo    | Decisión (unánime)        | UFC Fight Night: Volkan vs. Smith                     | 27 de octubre de 2018    | 3     | 5:00   | Moncton        |
| Derrota   | 5–3    | Lucie Pudilová     | Decisión (unánime)        | UFC Fight Night: Cowboy vs. Medeiros                  | 18 de febrero de 2018    | 3     | 5:00   | Austin         |
| Victoria  | 5–2    | Ashlee Evans-Smith | Sumisión (armbar)         | UFC 215                                               | 9 de septiembre de 2017  | 1     | 2:51   | Edmonton       |
| Derrota   | 4–2    | Jéssica Andrade    | Decisión (unánime)        | UFC Fight Night: Mir vs. Duffee                       | 15 de julio de 2015      | 3     | 5:00   | San Diego      |
| Victoria  | 4–1    | Alexis Dufresne    | Decisión (unánime)        | The Ultimate Fighter: Team Edgar vs. Team Penn Finale | 6 de julio de 2014       | 3     | 5:00   | Las Vegas      |
| Victoria  | 3–1    | Christina Barry    | Sumisión técnica (armbar) | AFC 11: Takeover                                      | 15 de septiembre de 2012 | 1     | 1:33   | Winnipeg       |
| Derrota   | 2–1    | Raquel Pennington  | Decisión (unánime)        | Invicta FC 2: Baszler vs. McMann                      | 28 de julio de 2012      | 3     | 5:00   | Kansas City    |
| Victoria  | 2–0    | Julianna Peña      | TKO (parada médica)       | Conquest of the Cage 11                               | 19 de abril de 2012      | 2     | 5:00   | Airway Heights |
| Victoria  | 1–0    | Helena Martin      | TKO (puñetazos)           | Cage Warriors 37                                      | 22 de mayo de 2010       | 2     | 3:40   | Birmingham     |